# Sara Bercof
Sara Bercoff de Atlas (1906-1986) fue la cuarta mujer en recibirse de médica en la Facultad de Medicina de Rosario, provincia de Santa Fe, Argentina.

## Breve reseña
También fue una de las primeras mujeres argentinas inscriptas para el curso inicial de la carrera de Medicina de Rosario (provincia de Santa Fe) siendo la cuarta de ese grupo de mujeres en recibir su título, en la Facultad de Ciencias Médicas, Farmacia y Ramos Menores, en julio de 1931 (luego de que lo hiciera Francisca Montaut en 1929 y María Beljover de Uriarte y Avelina Adelma Gossweiler en 1930).
A fines del siglo XIX, existían dos universidades en Argentina, la de Córdoba y la de Buenos Aires, con facultades de Medicina, Derecho y Ciencias Naturales en la primera y, en la segunda, además Filosofía y Letras. En un comienzo, un número muy pequeño de mujeres ingresaban a la universidad y cuando lo hacían se inclinaban por medicina o por carreras como obstetricia y farmacia que les brindaban mejores perspectivas desde el punto de vista del futuro ejercicio profesional.
En octubre de 1941, publicó el artículo titulado "La tensión del líquido céfalo-raquídeo en los hipertensos arteriales", en la  Rev. Méd. Rosario, Año XXXI, N.º 10.